# Parly
Parly ist eine französische Gemeinde mit 827 Einwohnern (Stand: 1. Januar 2022) im Département Yonne in der Region Bourgogne-Franche-Comté (bis 2015: Burgund). Die Gemeinde gehört zum Arrondissement Auxerre und zum Kanton Cœur de Puisaye (bis 2015: Kanton Toucy). 

## Geografie
Parly liegt in der Landschaft Puisaye, etwa 22 Kilometer westsüdwestlich von Auxerre. Umgeben wird Parly von den Nachbargemeinden Merry-la-Vallée im Norden, Beauvoir im Norden und Nordosten, Pourrain im Osten, Diges im Süden und Südosten sowie Toucy im Westen und Südwesten.

## Bevölkerungsentwicklung
| Jahr                      | 1962 | 1968 | 1975 | 1982 | 1990 | 1999 | 200 | 2013 |
| Einwohner                 | 547  | 516  | 492  | 541  | 659  | 694  | 776 | 788  |
| Quelle: Cassini und INSEE |      |      |      |      |      |      |     |      |

## Sehenswürdigkeiten
- Kirche Saint-Sébastien, seit 1972 Monument historique

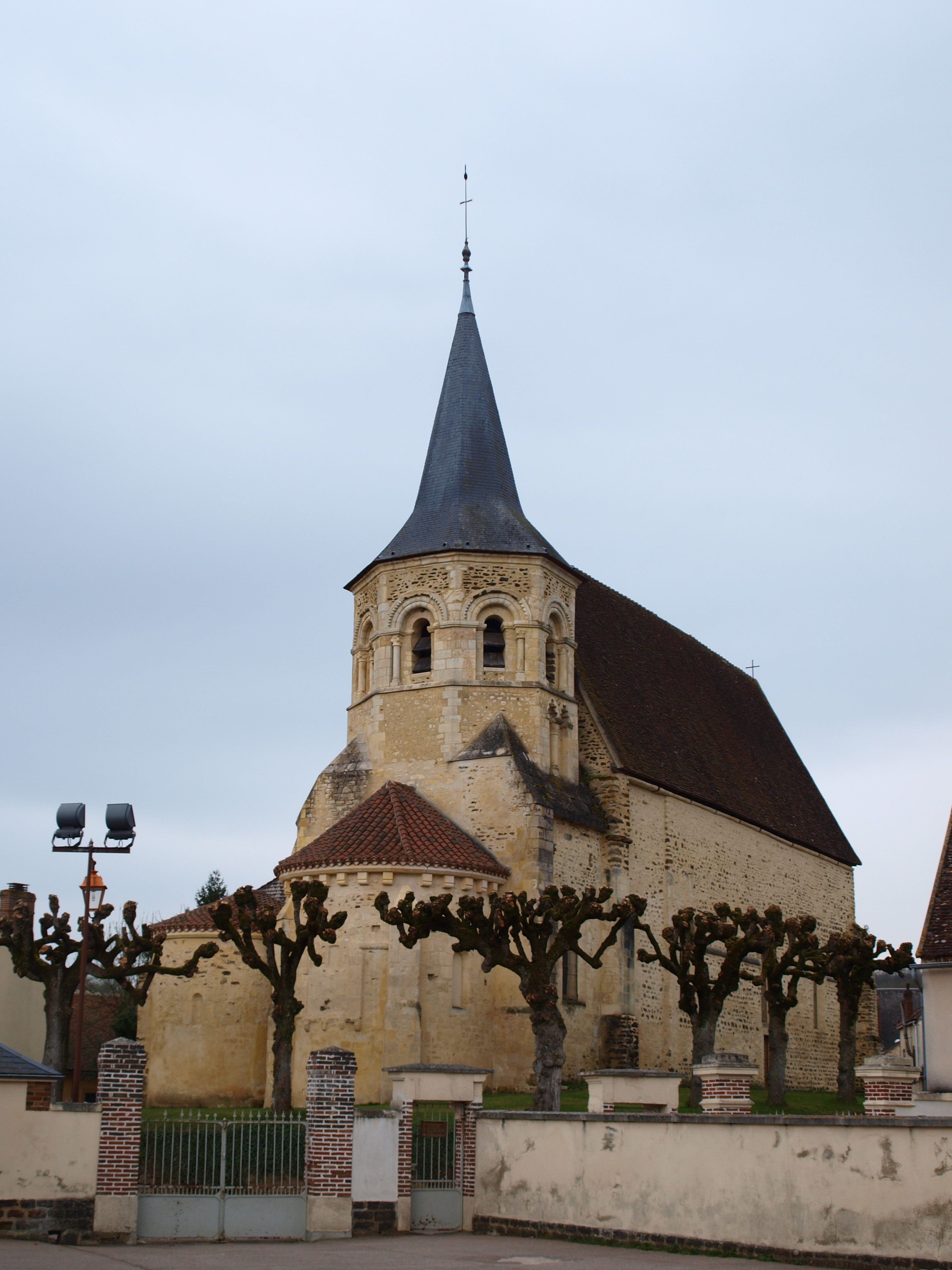
Kirche Saint-Sébastien

## Persönlichkeiten
- Henri Narcisse Vigreux (1869–1951), Glasbläser